# Monte Belo (Sao Tomé-et-Principe)
Ne doit pas être confondu avec Monte Belo ou Belo Monte (Sao Tomé-et-Principe).
Monte Belo (ou Montebelo) est une localité de Sao Tomé-et-Principe située à l'est de l'île de São Tomé, dans le district de Cantagalo. C'est une ancienne roça.

## Population
Lors du recensement de 2012, 231 habitants y ont été dénombrés.

## Roça
Comme son nom le suggère, elle est perchée sur une hauteur d'où l'on découvre un large panorama.
Photographies et croquis réalisés en 2011 mettent en évidence la disposition des bâtiments, leurs dimensions et leur état à cette date.